# Cap de les Raspes Roies
El Cap de les Raspes Roies, o Cap des Raspes Roies, en la pronúncia local, és un cim de 2.753,7 metres d'altitud situat al límit dels termes municipals de Sarroca de Bellera (antic terme de Benés) i de la Vall de Boí (antic terme de Barruera). Actualment és, administrativament, termenal entre el Pallars Jussà i l'Alta Ribagorça, però geogràficament, no, atès que Benés fou un municipi de l'Alta Ribagorça fins a la seva agregació al terme pallarès de Sarroca de Bellera.
Forma part de la carena de més de 2.500 metres d'altitud que delimita pel costat de ponent la vall de Manyanet, i a la qual arriben, des de l'oest, les instal·lacions més altes de l'estació d'esquí de Boí - Taüll. Un dels telecadires arriba fins a ran mateix del cim del Cap de les Raspes Roies. Altres cims de la mateixa carena són el Tuc del Montanyó, al seu sud-oest.
Al costat de llevant, a la vall de Manyanet, s'estén el Tarter Roi, contrafort llevantí d'aquesta muntanya.